# Karczowaje
Karczowaje (biał. Карчовае; ros. Корчёвое, Korczowoje) – wieś na Białorusi, w obwodzie homelskim, w rejonie chojnickim, w sielsowiecie Pasieliczy. W 2009 roku liczyła 113 mieszkańca.